# Joan Vila (navegante)
Joan Vila ó Juan Vila (Barcelona, 12 de noviembre de 1961) es un conocido regatista español que ha competido como navegante en varias Copas América, ganando las de 2003, 2007 y 2013, y Vueltas al mundo a vela, ganando la edición 2001–02.
Nacido en Barcelona, Vila navegó en la Vuelta al Mundo a Vela de 1989–90 en el barco español, Fortuna Extra Lights. Después participó en el 1993–94 como miembro de la tripulación del Galicia '93 Pescanova, y en el 1997–98 en el Chessie Racing. En la edición del 2001–02 formó parte de la tripulación del barco alemán Illbruck Challenge. Con este barco se proclamaría campeón de la prueba, ahora rebautizada como Volvo Ocean Race. Fue el primer regatista español en ganar el trofeo.
En la Copa América suma ocho participaciones. En el año 1992 en el España 92, año 1995 en el Rioja España, año 2000 con el Bravo España, en las ediciones de 2003, 2007 y 2010 formó parte de la tripulación del Alinghi, proclamándose campeón en 2003 y defendiendo con éxito el título en 2007. En los años 2013 y 2017 navegó en el Oracle ganando, una vez más, el prestigioso trofeo en 2013.
Navegó con Banque Populaire V para ganar el Trofeo Jules Verne en 2012. El equipo tuvo que abandonar un intento anterior en el año 2011.

## Regatas
| Año     | Regata                         | Barco                 | Resultado                  |
| ------- | ------------------------------ | --------------------- | -------------------------- |
| 1989–90 | Whitbread Round the World Race | Fortuna Extra Lights  | 7.º (137 días 08:14:00)    |
| 1992    | Copa América                   | España 92             |                            |
| 1993-94 | Whitbread Round the World Race | Galicia '93 Pescanova | 5.º (122 días 6:12:00)     |
| 1995    | Copa América                   | Rioja España          |                            |
| 1997-98 | Whitbread Round the World Race | Chessie Racing        | 6.º (613 puntos)           |
| 2000    | Copa América                   | Bravo España          |                            |
| 2001-02 | Volvo Ocean Race               | Illbruck Challenge    | Campeón (613 puntos)       |
| 2003    | Copa América                   | Alinghi               | Campeón (5-0)              |
| 2007    | Copa América                   | Alinghi               | Campeón (5-2)              |
| 2010    | Copa América                   | Alinghi               | Subcampeón (0-2)           |
| 2011    | Trofeo Julio Verne             | Banque Populaire V    | Abandono                   |
| 2012    | Trofeo Julio Verne             | Banque Populaire V    | Campeón (45 días 13:42:53) |
| 2013    | Copa América                   | Oracle                | Campeón (9-8)              |
| 2014    | Rolex Sydney-Hobart            | Wild Oats XI          | Campeón (3 días 07:04:43)  |
| 2017    | Copa América                   | Oracle                | Subcampeón (1-7)           |
| 2017-18 | Volvo Ocean Race               | MAPFRE                |                            |